# 픽션 레코드
픽션 레코드(Fiction Records)는 1978년 크리스 패리가 설립한 영국의 음반사로 유니버설 뮤직 그룹이 소유하고 있으며 영국에서 운영하고 있다. 20년이 넘게 더 큐어의 레이블이었던 것으로 알려져 있다. 원래는 폴리도르 레코드의 산하에 있었지만 2014년 1월  유니버설이 픽션을 독립 레이블로 재구성하였고 폴리도르의 기업 제휴에서 제거했다. 이후 픽션 레코드의 작품은 북아메리카를 맡던 버진 뮤직을 통해 전 세계로 배급된다.

## 역사
픽션 레코드는 1970년대 후반 폴리도르 A&R 직원이자 오랜 기간 동안 더 큐어의 매니저였던 크래스 패리가 픽션 송스와 함께 설립한 음반사로, 두 회사 모두 폴리도르 레코드의 자회사였으며 런던 샬럿가 97번지에 기반을 두고 뉴욕시에 위성 사무실을 유지했다. 픽션은 1988년 픽션의 하우스 음악 전문의 영국 댄스 레이블인 디자이어를 만들었으며, 레이블의 특별 에디션을 판매하는 논 픽션 레코드도 함께 운영했다. 픽션의 작품 중 가장 잘 알려진 것은 큐어의 작품들로 1992년 《Wish》로 첫 영국 음반 차트 1위를 기록하였으며, 〈Friday I'm in Love〉로 빌보드 모던 록 차트 1위를 기록하기도 했다. 또한 픽션은 1989년 이트의 《Sell Me a God》, 1993년 갓 머신의 《Scenes from the Second Storey》 및 1995년 디 바르자우의 《Engine》 등 다른 출판사 및 음반사와 계약을 맺고 공동 발매를 하기도 했다. 이 기간 동안 픽션의 카탈로그에 포함되어 있던 다른 음악가들로는 빌리 매켄지 & 디 어소시에이츠, 캔디랜드, 퍼플 하츠, 컬트 히어로, 패션스 등이 있었다.
1995년부터 픽션은 가끔 큐어의 작품이 발매되는 것을 제외하면 레이블로서는 휴면 상태가 되었고, 베르텔스만 뮤직 그룹(BMG)과 협력해 합작 투자 출판사를 설립하고 1994년 뉴욕 사무실을 타임 스퀘어의 1540 브로드웨이에 있는 베르텔스만 빌딩으로 이전했다.(런던에 있는 픽션 레코드의 본사는 변함이 없다) 그러나 BMG는 결국 2001년 픽션 송스와 카탈로그를 인수했다. 픽션 송스는 큐어 및 기타 픽션 음악가의 출판사일 뿐만 아니라 힙합/일렉트로닉 음악가 스테레오 MC, 프로듀서 겸 작곡가 카메런 맥베이, 정글 브라더스, 프리미티브 라디오 갓즈 및 NY 루스의 출판사이기도 했다.
1992년 샬럿가에 있는 픽션 레코드의 본사는 패리가 설립한 XFM 런던의 첫 번째 회사가 됐다. 1993년 6월 13일 런던 핀스버리 파크에서 방송국을 지원하기 위해 "Great Xpectations"라는 자선 콘서트가 열렸고, 1993년 7월 《Great Xpectations Live》라는 제목의 콘서트 라이브 음반이 레이블에서 발매됐다. 이 공연에는 더 큐어, 데이먼 알반 & 그레이엄 콕슨, 벨리, 캐서린 휠 등의 공연 등이 포함되어 있었다.
2004년 1월, 조 먼스, 폴 스케르니키, 비스트맨은 픽션 레코드를 부활시켰다. 이후 스노 패트롤의 싱글 〈Run〉으로 영국 싱글 차트 5위를 진입했으며, 뒤이은 음반 《Final Straw》는 전 세계적으로 200만 장 이상 판매됐다. 2014년 1월, 유니버설 뮤직 그룹은 픽션을 독립 레이블로 재편하며 폴리도르와의 기업 제휴에서 제외시켰다.

## 음악가
픽션 레코드는 현재 크리스털 캐슬스, 테임 임팔라, 미스터린스, 데스 프롬 어보브 1979, 마카비스, 스펙터, HEALTH, 미니 맨션스, 프라이어스, 케이트 보이, 민와일, 팰리스, 아마존스, 어나더 스카이, 빅 문과 카이저 치프스 등의 음악가의 작품을 발매하고 있다. 또한 네이키드 앤드 페이머스, 케이트 내시, 애슬리트, 엘보, 화이트 라이즈, 스티븐 프렛웰, 이언 브라운, 잭나이프 리, 딜레이스, 앨버타 크로스, 기예르모츠, 예 예 예스 등의 음반을 발매한 적이 있다.